# Anastasija Vital'evna Staškevič
Anastasija Vital'evna Staškevič (in russo Анастасия Витальевна Сташкевич?; Leningrado, 20 novembre 1984) è una danzatrice russa, prima ballerina del Balletto Bol'šoj dal 2015.

## Biografia
Anastasija Staškevič è nata nella San Pietroburgo sovietica del 1984 e nel 2003 si è diplomata presso l'Accademia statale di coreografia di Mosca.
Nello stesso anno è stata scritturata dal Balletto Bol'šoj, di cui ha scalato rapidamente i ranghi: nel 2009 è stata promossa al rango di solista, nel 2012 a quello di prima solista e nel luglio 2015 è stata proclamata prima ballerina.
Il suo repertorio all'interno della compagnia include molti dei grandi ruoli femminili, tra cui Lise ne La Fille Mal Gardée di Frederick Ashton, Calliope nell'Apollon Musagete di George Balanchine, Kitri nel Don Chisciotte di Marius Petipa, l'eponima protagonista negli allestimenti di Giselle coreografati da Jurij Grigorovič e Vladimir Viktorovič Vasil'ev, Swanilda nella Coppélia di Sergei Vikharev, la Ballerina nel Petruška di Michel Fokine e Giulietta nel Romeo e Giulietta di Aleksej Ratmanskij.
Nel 2017 ha vinto la Maschera d'Oro per la sua performance nel balletto di Jerome Robbins The Cage.